# Locomotive FBC 1-4
Le locomotive 1 ÷ 4 della Società Anonima per le Ferrovie della Brianza Centrale (FBC) erano delle locotender di rodiggio 1'C di costruzione Breda, progettate per l'esercizio della ferrovia Monza-Molteno.

## Storia
Le quattro locomotive della serie 1 ÷ 4 vennero costruite dalla Breda ed utilizzate sulla linea Monza-Molteno dalla sua apertura nell'anno successivo.

Nel 1919, al fallimento della FBC, passarono alla nuova società esercente, la Società per la Ferrovia Monza-Molteno-Oggiono (MMO).

Nel 1936 la MMO acquistò dalle Ferrovie Nord Milano tre locomotive della serie 251 ÷ 262, rinumerandole da 21 a 23, e utilizzandole alla trazione dei treni passeggeri; ciò significò la dismissione delle “Breda”,  più vecchie e meno potenti: un'unità venne venduta, mentre le tre restanti furono utilizzate saltuariamente per i treni merci.

Nel 1954, in seguito all'incorporazione della MMO nella rete delle Ferrovie dello Stato, le locomotive furono riclassificate da queste ultime nel gruppo 874; poco dopo vennero accantonate nel deposito di Monza Sobborghi e il loro posto fu preso da due locomotive gruppo 640.

## Caratteristiche
Si trattava di quattro locotender di rodiggio 1'C, a vapore surriscaldato e a semplice espansione, con distribuzione Walschaerts. Erano analoghe alle locomotive gruppo 906 delle Ferrovie dello Stato, da cui differivano solo per la diversa disposizione del duomo e della sabbiera.